# Третий путь (Германия)
Третий путь (нем. Der Dritte Weg, Der III. Weg) — небольшая ультраправая неонацистская политическая партия в Германии.

## История
Партия была основана 28 сентября 2013 года бывшими членами НДП и активистами из запрещённой организации Free Network South. У партии есть связи с правительством Асада в Сирии, Хезболлой в Ливане, «Национальным корпусом», «Правым сектором» и «Свободой» на Украине, «Северным движением сопротивления» в странах Скандинавии.
Основатель и лидер партии — Клаус Армштофф (нем. Klaus Armstroff). Партия в основном действует в Тюрингии, Баварии и Бранденбурге.
1 мая 2019 года, за день до памяти о Холокосте, группа людей с флагами Der Dritte Weg прошла через город Плауэн в Саксонии с плакатом «Социальная справедливость вместо преступных иностранцев». Центральный совет евреев Германии заявил, что правительство Саксонии должно запретить подобные марши, если оно серьёзно относится к борьбе с ультраправым экстремизмом.
3 октября 2020 года партия провела неонацистский парад в Берлин-Хоэншёнхаузене.
В июле 2021 года партия была допущена к участию на парламентских выборах в 2021 году, после чего СДПГ резко раскритиковала допуск партии «Третий Путь» к участию на парламентских выборах 2021 года, добавив, что «каждый голос за эту партию означает голос против нашей Федеративной Республики».

## Программа
Партия, по её собственному представлению, призывает к так называемому «немецкому социализму» как предполагаемому «третьему пути», отличному от коммунизма и капитализма. Партия уделяет внимание вопросам климата и окружающей среды. Выступает за выход из НАТО.
Партия является антипарламентской, она стремится к президентской демократии с широкими полномочиями для президента. Требует национализировать банки и ключевые отрасли промышленности.